# HD 21530
HD 21530，又名BD-11 667，SAO 148972、HR 1050，是一颗恒星，视星等为5.73，位于銀經197.35，銀緯-50.01，其B1900.0坐标为赤經3h 23m 14.8s，赤緯-11° -50.01′ 58″。